# Simona Roccarina
Simona Roccarina (ur. 6 lutego 1982 w Terracinie) – włoska wioślarka.

## Osiągnięcia
- Mistrzostwa Świata Juniorów – Zagrzeb 2000 – dwójka podwójna – 7. miejsce[1].
- Mistrzostwa Świata – Sewilla 2002 – dwójka bez sternika – 17. miejsce[1].
- Mistrzostwa Świata – Mediolan 2003 – czwórka podwójna – 14. miejsce[1].
- Mistrzostwa Świata – Monachium 2007 – dwójka bez sternika – 13. miejsce[1].
- Mistrzostwa Świata – Linz 2008 – czwórka bez sternika – 4. miejsce[1].
- Mistrzostwa Europy – Ateny 2008 – dwójka bez sternika – 4. miejsce[1].